# Café Zimmermann

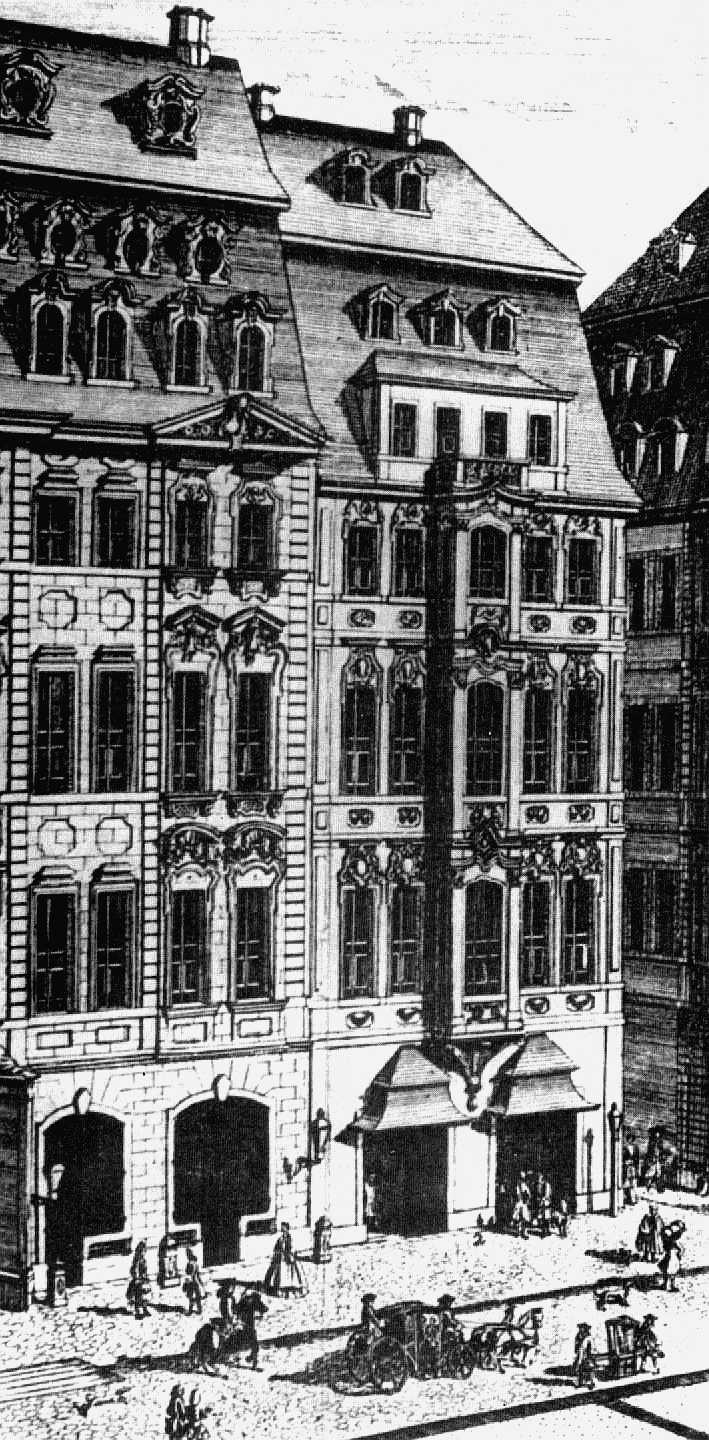
Café Zimmermann (fragment grafiki Georga Schreibera, XVIII wiek)

Café Zimmermann - kawiarnia Gottfrieda Zimmermanna, znajdująca się w Lipsku przy ul. św. Katarzyny.
W XVIII wieku Collegium Musicum, ufundowane przez Georga Philippa Telemanna i kierowane przez Jana Sebastiana Bacha w latach 1729–1739, dawało w Café Zimmermann cotygodniowe koncerty. Ich repertuar składał się z utworów Bacha i jego synów, Telemanna i innych kompozytorów.